# ウィークエンダー/明日へのYELL
「ウィークエンダー/明日へのYELL」（ウィークエンダー/あすへのエール）は、Hey! Say! JUMPの13作目のシングル。2014年9月3日にジェイ・ストームから発売された。

## 概要
- 前作「AinoArika/愛すればもっとハッピーライフ」から約7ヶ月ぶりのシングルとなる[2]。

- 初回限定盤1・2、通常盤初回プレス仕様、通常盤の4種での発売となり[2]、それぞれ収録曲・ジャケット写真ともに異なる。

- 表題曲「ウィークエンダー」は、メンバーの山田涼介主演・有岡大貴出演の日本テレビ系土曜ドラマ『金田一少年の事件簿N（neo）』の主題歌であり、「土曜の夜に事件が起こる!」がテーマとなっている[2]。

- もう一つの表題曲「明日へのYELL」は、メンバーの中島裕翔主演・髙木雄也出演のフジテレビ系土ドラ『水球ヤンキース』の主題歌である[2]。

- 通常盤初回プレス・通常盤には、オリジナル・カラオケ4曲を収録[2]。

- 初回限定盤1には、「ウィークエンダー」のビデオクリップ+メイキング映像を収録[2]。

- 初回限定盤2には、「明日へのYELL」のビデオクリップ+メイキング映像を収録[2]。

- 通常盤初回プレスには、Hey!Say!7が歌う「ただ前へ」とHey! Say! BESTが歌う「スーツデイズ」のカップリング2曲を収録[2]。

- 通常盤には、カップリング曲「Through the night」「レインボーキャンディーガール」を収録。

## 収録曲

### CD

#### 通常盤・初回限定盤1
※「Through the night」以降、通常盤のみ収録。
1. ウィークエンダー
作詞：三井八雲/Vandrythem、作曲：原一博、編曲：原一博/KOMU
  - 山田涼介主演・有岡大貴出演 日本テレビ系土曜ドラマ『金田一少年の事件簿N（neo）』主題歌
2. 明日へのYELL
作詞・作曲：Takuya Harada、編曲：CHOKKAKU
  - 中島裕翔主演・髙木雄也出演 フジテレビ系土ドラ『水球ヤンキース』主題歌

メンバー全員が出演中の『いただきハイジャンプ』内でも随所に使用されている。
3. Through the night
作詞：Taka Ruscar、作曲・編曲：Tommy Clint
4. レインボーキャンディーガール
作詞：亜美、作曲：Claire Rodrigues Lee / Ricky Hanley / DWB、編曲：DWB
5. ウィークエンダー（オリジナル・カラオケ）
6. 明日へのYELL（オリジナル・カラオケ）
7. Through the night（オリジナル・カラオケ）
8. レインボーキャンディーガール（オリジナル・カラオケ）

#### 通常盤/初回プレス仕様
1. ウィークエンダー
2. 明日へのYELL
3. ただ前へ - Hey! Say! 7
作詞・作曲：オカダユータ、編曲：山下洋介
4. スーツデイズ - Hey! Say! BEST
作詞：森月キャス、作曲：川端良征、編曲：佐藤泰将
5. ウィークエンダー（オリジナル・カラオケ）
6. 明日へのYELL（オリジナル・カラオケ）
7. ただ前へ（オリジナル・カラオケ）
8. スーツデイズ（オリジナル・カラオケ）

#### 初回限定盤2
1. 明日へのYELL
2. ウィークエンダー

### DVD

#### 初回限定盤1
1. ウィークエンダー（ビデオクリップ＋メイキング映像）

#### 初回限定盤2
1. 明日へのYELL（ビデオクリップ＋メイキング映像）